# Ranger 6
Ranger 6 byla bezpilotní sonda organizace NASA z USA určená k průzkumu Měsíce.
Celý projekt programu Ranger připravila Jet Propulsion Laboratory (JPL) v Pasadeně u Los Angeles.

## Start
S pomocí dvoustupňové rakety Atlas-Agena B odstartovala sonda z rampy na kosmodromu
Eastern Test Range na Floridě dne 30. ledna 1964. V katalogu COSPAR dostala přidělené označení 1962-007A.

## Konstrukce sondy
Váha byla 362 kg a od svých neúspěšných předchůdkyň se poněkud lišila. Mimo motoru na hydrazin měla palubní počítač, vysílače, silnější chemické baterie a sluneční panely baterií. Dále televizní aparaturu s řadou kamer, třemi vysílači a parabolickou anténou. Byl zde stabilizační a orientační systém, jehož součástí bylo 12 trysek na stlačený dusík. Celá sonda dosahovala výšky 3,1 metru.

## Program
Hlavním cílem této mise bylo pořídit několik tisícovek snímků během přiblížení k Měsíci.
Měla napravit neúspěch jak misí Pioneer z let 1958-1959, tak zejména všech předchozích sond Ranger, vypuštěných v letech 1961 - 1963.

## Průběh letu
Raketa se sondou odstartovala bez problémů. Odchýlení od projektované dráhy bylo vyřešeno její úpravou. Sonda dopadla 2. února 1964 do Mare Tranquillitatis , zhruba 15 km od plánovaného bodu. Jenže ani tentokrát se nepodařilo uvést do chodu televizní aparaturu kvůli elektrickému zkratu a tak celá mise skončila neúspěchem.
V této etapě závodu o dosažení Měsíce vedl zatím SSSR s jeho programem Luna a neúspěch všech Rangerů zvyšoval pochybnosti o celém programu.